# Hypolimnas albula
Hypolimnas albula är en fjärilsart som beskrevs av Wallace 1869. Hypolimnas albula ingår i släktet Hypolimnas och familjen praktfjärilar. Inga underarter finns listade i Catalogue of Life.